# شالر
شالر (انگلیسی: Schaller) شرکت تجهیزات موسیقی آلمانی است، که در سال ۱۹۵۰ تأسیس شد.